# Botanophila jacobaeae
Botanophila jacobaeae is een vliegensoort uit de familie van de bloemvliegen (Anthomyiidae). De wetenschappelijke naam van de soort is voor het eerst geldig gepubliceerd in 1872 door Hardy.